# وویچیخ روشکوفسکی
وویچیخ روشکوفسکی (لهستانی: Wojciech Ruszkowski؛ ‏ ۲۹ مهٔ ۱۸۹۷ – ۲۹ دسامبر ۱۹۷۶) بازیگر اهل لهستان بود.
از فیلم‌ها یا برنامه‌های تلویزیونی که وی در آن نقش داشته‌است، می‌توان به یک همسر سیاستمدار، شوهرم امشب چه می‌کند؟ و لوتنا اشاره کرد.
وی همچنین برندهٔ جوایزی همچون نشان دهمین سالگرد خلق لهستان شده‌است.